# Desterro de Entre Rios
Desterro de Entre Rios é um município brasileiro do estado de Minas Gerais. Sua população recenseada em 2022 era de 7 653 habitantes. 

## Geografia
O município possui área de 377,165 km².[carece de fontes?]
O bioma predominante é o da Mata Atlântica.[carece de fontes?]
Conforme a classificação geográfica do IBGE, Desterro de Entre Rios é um município da Região Geográfica Imediata de Conselheiro Lafaiete, na Região Geográfica Intermediária de Barbacena.

## História
Não há documentos que atestem com precisão a história da fundação de Desterro de Entre Rios, mas sabe-se apenas que, mais ou menos em meados do século XVIII, existiam na região, radicados e possuidores de algumas propriedades, dois fazendeiros irmãos, donos da Fazenda do Sobrado e da Fazenda das Contendas, fazenda essa propriedade de Francisco Viçoso. Era este, um elemento dado a valentias e que vivia em constantes desavenças com os demais habitantes, motivo pelo qual sua fazenda ficara conhecida como Fazenda das Contendas, tantas eram as suas constantes brigas.
O Visconde de Barbacena, conhecedor desses fatos, obrigou o turbulento fazendeiro a migrar-se da região.
Seus parentes, segundo reza a tradição local, mandaram levantar uma capela em honra à Nossa Senhora do Desterro, em decorrência do acontecido (o referido fazendeiro ter sido "desterrado" da região).
Como tantos municípios, foi em torno dessa capela que se começou a crescer e prosperar a atual Desterro de Entre Rios que levou este nome em virtude de ter sido distrito do município de Entre Rios de Minas, distrito esse criado em 1836. Algum tempo depois foi extinto, sendo restaurado em 1 de abril de 1841, com a denominação de Capela Nova do Desterro. Por ocasião, o distrito pertencia ao termo de Bonfim. No ano de 1853, estavam construindo nova capela.
A freguesia foi elevada a categoria de Paróquia conforme Provisão Canônica datada de 17 de janeiro de 1884, dando-lhe o título de Nossa Senhora do Desterro de Entre Rios, pois já pertencia ao município de Entre Rios de Minas. Data essa em que foi criado o Distrito denominado como Capela Nova do Desterro, por meio da Lei provincial nº 2979, de 10 de outubro de 1882, e Lei estadual nº 2 de 14 de setembro de 1891, subordinando ao município de Entre Rios. Em divisão administrativa referente ao ano de 1911, o distrito de Capela Nova do Desterro, figurava no município de Entre Rios, assim permanecendo nos quadros de apuração do recenseamento geral de 1 de setembro de 1920.
A alteração toponímica distrital do então distrito de Capela Nova do Desterro deu-se pela Lei estadual nº 843, de 7 de setembro de 1923, passando o referido distrito a designar-se pelo nome de Desterro de Entre Rios.
Em divisão administrativa referente ao ano de 1933, o distrito de Desterro de Entre Rios ainda figurava no município de Entre Rios, assim permanecendo em divisões territoriais datadas de 31 de dezembro de 1936 e 31 de dezembro de 1937.
Pelo Decreto-lei estadual nº 148, de 17 de dezembro de 1938, o município de Entre Rios tomou o nome de João Ribeiro.
No quadro fixado para vigorar no período de 1939-1943, o distrito de Desterro de Entre Rios, figura no município de João Ribeiro (ex-Entre Rios), permanecendo em divisão territorial datada de 1 de julho de 1950.
Em 1953 por força da Lei Estadual 1.039 de 12 de dezembro de 1953 que aprovou a nova divisão territorial para vigorar durante o quinquênio 1954-1958, o então município e João Ribeiro foi desmembrado, fazendo com que o mesmo perdesse os distritos de Bituri, Jeceaba, São Brás do Suaçuí, São Sebastião do Gil e Desterro de Entre Rios. Essa mesma lei elevava, assim, a localidade de Desterro de Entre Rios à categoria de município, sendo o mesmo constituído pelos distritos de Desterro de Entre Rios e São Sebastião do Gil, sendo esse último instalado no dia 1 de janeiro de 1954. Tal lei ainda alterava o topônimo de João Ribeiro para Entre Rios de Minas.
Em divisão territorial datada de 1 de julho de 1955, o município ainda apresentava-se constituído de 2 distritos: Desterro de Entre Rios e São Sebastião do Gil, assim permanecendo em divisão territorial datada de 1 de julho de 1960.
Pela Lei estadual nº 6769, de 13 de maio de 1976, é criado o distrito de Pereirinhas e anexado ao município de Desterro de Entre Rios.
Em divisão territorial datada de 1 de janeiro de 1979, o município apresentava-se constituído de 3 distritos: Desterro de Entre Rios, Pereirinhas e São Sebastião do Gil. Em divisão territorial datada de 2007, o município ainda permanecia nessa divisão.